# L'uomo dalla maschera di ferro (film 1977)
L'uomo dalla maschera di ferro (The Man in the Iron Mask) è un film per la televisione del 1977 diretto da Mike Newell.
È la quinta trasposizione del romanzo Il visconte di Bragelonne di Alexandre Dumas (padre) dopo quella del 1929 (La maschera di ferro), quella del 1939 (La maschera di ferro), quella del 1956 (Il visconte di Bragelonne di Fernando Cerchio) e quella del 1962 (L'uomo dalla maschera di ferro).

## Trama
Il moschettiere D'Artagnan complotta col ministro Colbert per sostituire al crudele Luigi XIV suo fratello gemello Philippe.

## Costumi
I costumi del XVII sec. francese sono, filologicamente, abbastanza rispettati; unica pecca le acconciature che, specialmente le maschili, pur esprimendo lo sforzo di rispecchiare parrucche e chiome dell'età del Re sole, risentono dell'epoca di produzione del film e tendono ad assomigliare alle pettinature degli anni '70  del '900.